# 26-os főút (Magyarország)
A 26-os főút észak-magyarországi másodrendű főút Miskolc és a szlovák határ között.

## Fekvése
Miskolc belvárosának keleti részén, az autóbusz-pályaudvar mellett ágazik ki a 3-as főútból, ahonnan nagyrészt északnyugati irányban halad tovább, egészen az országhatárig, amit Bánréve külterületén ér el. Az út a határ szlovák oldalán is folytatódik, de ott már 67-es főútként számozódik.
A főút Miskolc és Sajószentpéter közti szakasza 2×2 sávos, szalagkorláttal elválasztva. Ezen a szakaszon a kamionok matricával közlekedhetnek.

## Települések az út mentén
- Miskolc (Szentpéteri kapu városrész főútvonala)
- (Sajókeresztúr)
- Sajószentpéter
- Kazincbarcika
- Sajóivánka
- Vadna
- (Sajógalgóc)
- Dubicsány
- Putnok
- (Serényfalva)
- Bánréve

## Története
1934-ben a kereskedelem- és közlekedésügyi miniszter 70 846/1934. számú rendelete a teljes hosszában másodrendű főúttá nyilvánította, 23-as útszámozással (a 26-os útszámot akkor még nem osztották ki). Egy dátum nélküli, feltehetőleg 1950 körül készült térkép ugyancsak 23-as útszámozással tünteti fel, de abban az időben már a 26-os útszám is ki volt osztva: azt akkor a Budapest-Fót-Veresegyház útvonal viselte.
A Sajószentpétert elkerülő szakasz megvalósítását a 2020-2022 közötti időszakra tervezték, két ütemben, párhuzamosan. Az engedélyek már korábban rendelkezésre álltak, azonban pénzhiány miatt az építkezés csúszott, így új engedélyek beszerzése vált szükségessé. Emiatt az építést időben hátrébb is sorolták, így az átadás 2024 első félévében volt várható. 2023 karácsonya előtt átadták a forgalomnak a majd 11 kilométer hosszú elkerülőt, a 7,5 tonna feletti teherforgalom ezentúl csak célforgalmi, áruszállítási jelleggel haladhat be a városon. A BorsodChem teherforgalma Kazincbarcika felől, a 2606-os mellékúton és a 26-oson keresztül van lebonyolítva.